# 劉俊 (天順八年進士)
劉俊（1435年—？），字時用，順天府順義縣人，明朝政治人物。進士出身。

## 生平
順天府鄉試第三十二名。天順八年（1464年）甲申科會試第一百十七名，殿試登進士第三甲第一百六十五名。

## 家族
曾祖父劉大恭。祖父劉義。父亲劉清。